# Лунёвщина (Гдов)
Лунёвщина — деревня в Гдовском районе Псковской области России. Входит в состав городского поселения «Гдов» Гдовского района.

## География
Расположена в 3 км к юго-западу от Гдова на побережье Чудского озера.

## История
До 2005 года деревня входила в состав ныне упразднённой Гдовской волости.

## Население
Численность населения деревни по оценке на 2000 год составляет 62 жителя.